# Kristina Yngwe
Kristina Marie Yngwe, född 14 juli 1983 i Östraby, är en svensk politiker (centerpartist). Hon var ordinarie riksdagsledamot 2014–2022, invald för Skåne läns södra valkrets. Hon var ordförande i miljö- och jordbruksutskottet 2018–2020 och 2020–2022 samt dessförinnan vice ordförande i utskottet 2015–2018.
Yngve växte upp på en gård utanför Sjöbo i Skåne och utbildade sig till mark- och växtagronom. Hon var ordförande för LRF Ungdomens riksstyrelse 2011–2014.
Hon kandiderade till Europaparlamentsvalet i Sverige 2014 som nummer tre på Centerpartiets lista. Hon kom då inte in i Europaparlamentet, trots att hon fick mer än 26 000 kryss, då en kamp om det enda mandatet mellan henne, Fredrick Federley och Kent Johansson resulterade i att Federley valdes in i Europaparlamentet. Några månader senare valdes hon istället in i riksdagen.